# Arnold Schwarzenegger
Arnold Alois Schwarzenegger (ur. 30 lipca 1947 w Thal) – austriacko-amerykański aktor, filmowiec, polityk, przedsiębiorca, filantrop, aktywista oraz były zawodowy kulturysta. Gubernator Kalifornii w latach 2003–2011.
W wieku 15 lat zaczął ćwiczyć kulturystykę.  W wieku 20 lat zdobył tytuł Mr. Universe i siedem razy wygrał konkurs Mr. Olympia, pozostając wybitną postacią w kulturystyce i pisząc wiele książek i artykułów na temat tego sportu. Arnold Sports Festival, uważany za drugie najważniejsze wydarzenie kulturystyczne, nosi imię Schwarzeneggera. Jest powszechnie uważany za jednego z największych kulturystów wszech czasów, a także najbardziej charyzmatycznego ambasadora tego sportu.
Zyskał światową sławę jako hollywoodzka ikona filmu akcji. Jego przełomową rolą był występ w filmie z gatunku magia i miecz Conan Barbarzyńca (1982), który okazał się hitem kasowym, co zaowocowało sequelem Conan Niszczyciel (1984). Największą popularność przyniosła mu tytułowa rola w dreszczowcu science-fiction Jamesa Camerona Terminator (1984), co zapewniło mu kontynuacje: Terminator 2: Dzień sądu (1991), Terminator 3: Bunt maszyn (2003), Terminator: Genisys (2015) i Terminator: Mroczne przeznaczenie (2019). W 1977 został laureatem Złotego Globu.
Wystąpił również w wielu filmach dobrze ocenianych przez krytykę. Były to między innymi: Commando (1985), Predator (1987), Uciekinier (1987), Bliźniacy (1988), Gliniarz w przedszkolu (1990), Pamięć absolutna (1990) i Prawdziwe kłamstwa (1994). Próbował też sił jako reżyser i producent filmowy. Wystąpił w teledyskach Guns N’ Roses – „You Could Be Mine” (1991), AC/DC – „Big Gun” (1993) i Bon Jovi – „Say It Isn’t So” (2000).
W 1968 przyjechał do Stanów Zjednoczonych, a w 1983 otrzymał obywatelstwo amerykańskie. W 1986 ożenił się z prezenterką telewizyjną Marią Shriver, siostrzenicą prezydenta Johna F. Kennedy’ego i córką kandydata Partii Demokratycznej na stanowisko wiceprezydenta i byłego ambasadora Stanów Zjednoczonych we Francji Sargenta Shrivera. Rozstali się w 2011 po tym, jak przyznał się do tego, że w 1997 spłodził dziecko z inną kobietą. Ma dwie córki: Katherine i Christinę oraz trzech synów: Patricka, Christophera i Josepha.
2 czerwca 1987 otrzymał własną gwiazdę w Alei Gwiazd w Los Angeles znajdującą się przy 6764 Hollywood Boulevard.

## Życiorys

### Wczesne lata

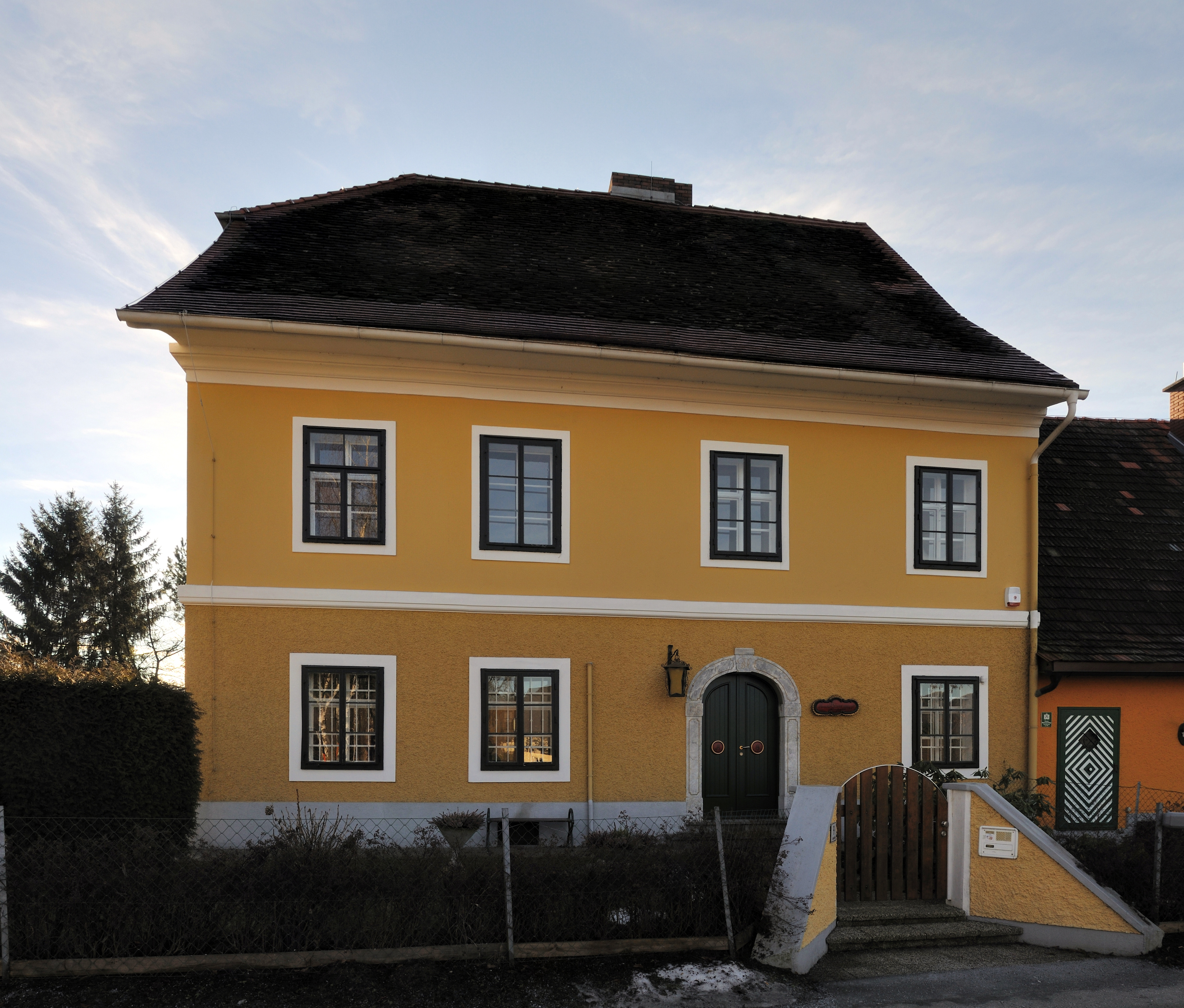
Miejsce urodzenia Arnolda Schwarzeneggera

Urodził się w wiosce Thal na przedmieściach Grazu w Austrii jako syn Aurelii (z domu Jadrny; 1922–1998) i Gustava Schwarzeneggera (1907–1972), komendanta policji. Jego matka była Czeszką. Jego ojciec w 1938 dobrowolnie wstąpił do NSDAP, a później brał udział w II wojnie światowej. Ze służby został zwolniony w 1943, kiedy zaraził się malarią. Gustav 20 października 1945 poślubił Aurelię Jadrny, 23-letnią wówczas wdowę z synem, Meinhardem. Według Schwarzeneggera rodzice byli bardzo surowi i ciężko karali za nieposłuszeństwo. Byli też religijnymi katolikami i w każdą niedzielę chodzili na mszę.
Ponieważ Gustav szczególnymi względami darzył pasierba, a nie własnego syna, relacje między nimi nie były najlepsze. Ta skłonność do „silnego i rażącego” faworyzowania Meinharda wynikała z nieuzasadnionego podejrzenia, że Arnold nie jest jego dzieckiem. Zupełnie inaczej układały się jego kontakty z matką, z którą miał dobre relacje, aż do jej śmierci. W szkole był duszą towarzystwa i wyróżniał się swoim „radosnym, energicznym i pogodnym” usposobieniem. Jednak w domu częstym problemem były pieniądze; Schwarzenegger wspomniał, że jednym z najważniejszych wydarzeń z jego dzieciństwa był moment, gdy rodzina kupiła lodówkę.
Jako chłopiec uprawiał kilka dyscyplin sportowych, które w dużym stopniu były wymuszone przez ojca. Jak wspominał po latach, ojciec chciał, by został policjantem, a matka, by poszedł do szkoły handlowej. W 1960 podniósł swoją pierwszą sztangę, kiedy trener piłki nożnej zabrał całą drużynę do miejscowej siłowni. W wieku czternastu lat, zamiast piłką postanowił zająć się kulturystyką. Zaczął chodzić na siłownię w Grazu oraz do kina, gdzie na dużym ekranie mógł zobaczyć swoich idoli, takich jak: Reg Park, Steve Reeves i Johnny Weissmuller. Gdy w 2000 zmarł Reeves, Schwarzenegger z czułością wspominał: „Jako nastolatek dorastałem ze Steve’em Reevesem. Jego niezwykłe osiągnięcia uzmysłowiły mi, czego można dokonać, podczas gdy inni wokół nie zawsze rozumieli moje marzenia... Steve Reeves pozostanie częścią wszystkiego, co kiedykolwiek miałem szczęście osiągnąć”.

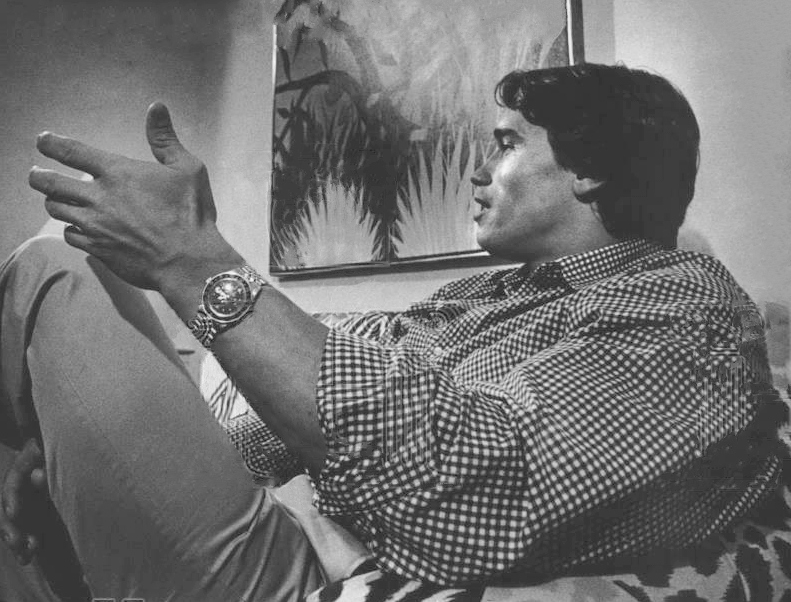
Arnold Schwarzenegger (1971)

20 maja 1971 w wypadku samochodowym zginął jego przyrodni brat Meinhard, który, jak się okazało, był pod wpływem alkoholu. Osierocił trzyletniego syna, Patricka Mario, oraz narzeczoną Erikę Knapp, z którą zamierzał się pobrać. Po jego śmierci Schwarzenegger płacił za edukację chłopca i pomógł mu wyemigrować do Stanów Zjednoczonych. Rok później, 13 grudnia 1972 w Weiz Gustav zmarł w wieku 65 lat z powodu wylewu. W udzielonym potem wywiadzie Arnold Schwarzenegger oświadczył, że nie wziął udziału w pogrzebie ojca, ponieważ ćwiczył do konkursu kulturystycznego. Później wspólnie ze swoim producentem filmowym powiedział, że zaczerpnął tę opowieść z historii innego kulturysty, by pokazać do jakich skrajności może dochodzić w tym sporcie, a przy okazji przedstawić zimniejszy obraz Schwarzeneggera. Barbara Baker, jego pierwsza partnerka, powiedziała, że poinformował ją o śmierci ojca bez emocji i że nigdy nie mówił o swoim bracie. W międzyczasie podał przynajmniej trzy wersje, dlaczego nie był obecny na jego pogrzebie.

### Początki kariery kulturystycznej
W 1965 zakończył roczną służbę w austriackiej armii, którą obowiązkowo musieli odbyć wszyscy osiemnastoletni mężczyźni. Nawet podczas pobytu w wojsku był tak pochłonięty kulturystyką, że – aby wziąć udział w konkursie – opuścił szkolenie, przez co zaliczył tzw. bezprawną nieobecność i za karę spędził tydzień w wojskowym więzieniu. Jak później wyznał: „udział w konkursach znaczył dla mnie bardzo wiele, dlatego dokładnie nie przemyślałem konsekwencji”. W 1965 wygrał zawody kulturystyczne Junior Mr. Europe.
„Tytuł Mr. Universe był moim biletem do Ameryki – ziemi możliwości, gdzie mogłem stać się gwiazdą i się wzbogacić”. W 1966 w wieku 19 lat zdobył tytuł Mr. Europe i odbył pierwszą podróż samolotem, kiedy brał udział w zawodach Mr. Universe organizowanych przez National Amateur Body-Builders’ Association w Londynie. Podczas zawodów jeden z sędziów, Charles „Wag” Bennett, będąc pod wrażeniem Schwarzeneggera, zaoferował mu swoje treningi. Ponieważ Schwarzenegger miał niewiele pieniędzy, Bennett zaprosił go do swojego rodzinnego domu, w którym miał urządzoną siłownię. Dzięki specjalnemu programowi treningowemu wymyślonemu przez Bennetta, Schwarzenegger poprawił swoją muskulaturę i siłę w nogach. Pobyt w Londynie zaowocował także opanowaniem podstaw języka angielskiego. W tym samym roku Schwarzenegger miał okazję spotkać swojego idola z dzieciństwa, Rega Parka, który później został jego przyjacielem i mentorem. Ciężkie treningi opłaciły się i już w 1967 Schwarzenegger zdobył swój pierwszy tytuł Mr. Universe. Dzięki temu w wieku dwudziestu lat stał się najmłodszym zwycięzcą tych zawodów. Później wygrał je jeszcze trzy razy z rzędu. Po zawodach przeniósł się do Monachium, gdzie chodził do szkoły i pracował. Codziennie też ćwiczył od czterech do sześciu godzin. Swojemu przyjacielowi Rogerowi C. Fieldowi często powtarzał, że kiedyś zostanie największym aktorem.

### Emigracja do Stanów Zjednoczonych
Schwarzenegger od dziesiątego roku życia marzył o wyjeździe do Stanów Zjednoczonych, a w kulturystyce upatrywał przepustki, która mu to umożliwi. We wrześniu 1968 jego marzenie się spełniło. Mając dwadzieścia jeden lat i ledwie podstawową znajomość języka, przybył do Stanów. „Oczywiście, gdy przyjechałem do tego kraju mój akcent był bardzo zły i mówiłem z bardzo silnym (niemieckim) akcentem, który był przeszkodą, gdy rozpoczynałem karierę aktorską”. W celu poprawy języka brał lekcje angielskiego w Santa Monica College w Santa Monica w Kalifornii (1977), a potem na University of Wisconsin-Superior zrobił korespondencyjny kurs z biznesu i międzynarodowej ekonomii, po którym w 1979 otrzymał licencjat.

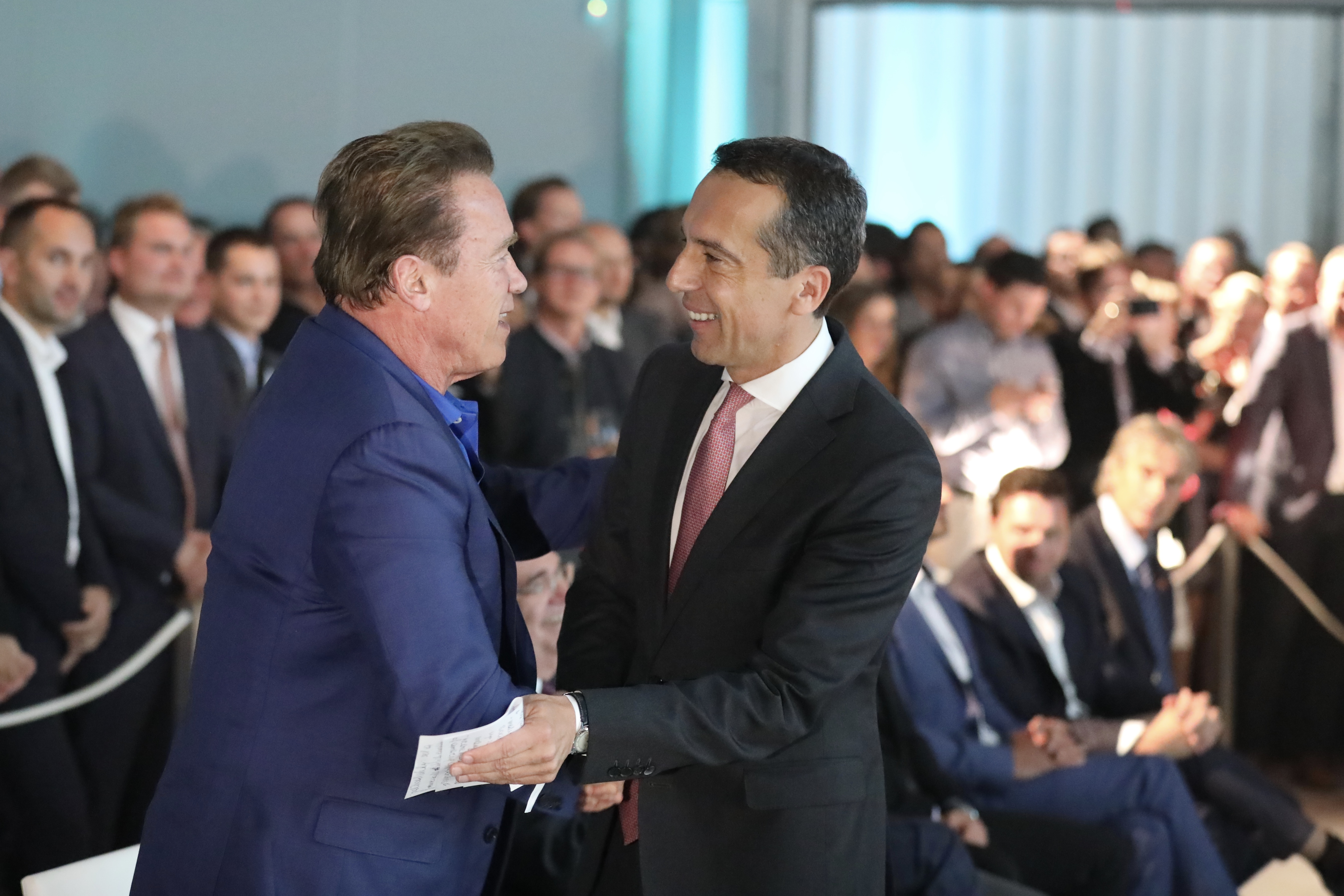
Arnold Schwarzenegger i kanclerz Austrii Christian Kern we wrześniu 2017

Po przybyciu do USA rozpoczął szkolenie w Gold’s Gym w Los Angeles, pod okiem Joe Weidera. Poznał w tym czasie dwóch zawodowych wrestlerów Rica Drasina i Billy’ego Grahama. Zajmujące się prawem imigracyjnym przedsiębiorstwo Siskind & Susser stwierdziło (na przełomie lat 60. i 70.), że Schwarzenegger mógł być nielegalnym imigrantem z powodu naruszenia warunków wizy. W 2002 gazeta „LA Weekly” napisała, że Schwarzenegger jest najsławniejszym imigrantem w Ameryce, który „pokonał silny austriacki akcent i niespodziewanie wyszedł ze środowiska kulturystyki, by stać się w latach 90. największą gwiazdą filmu na świecie”.

### Kariera kulturysty

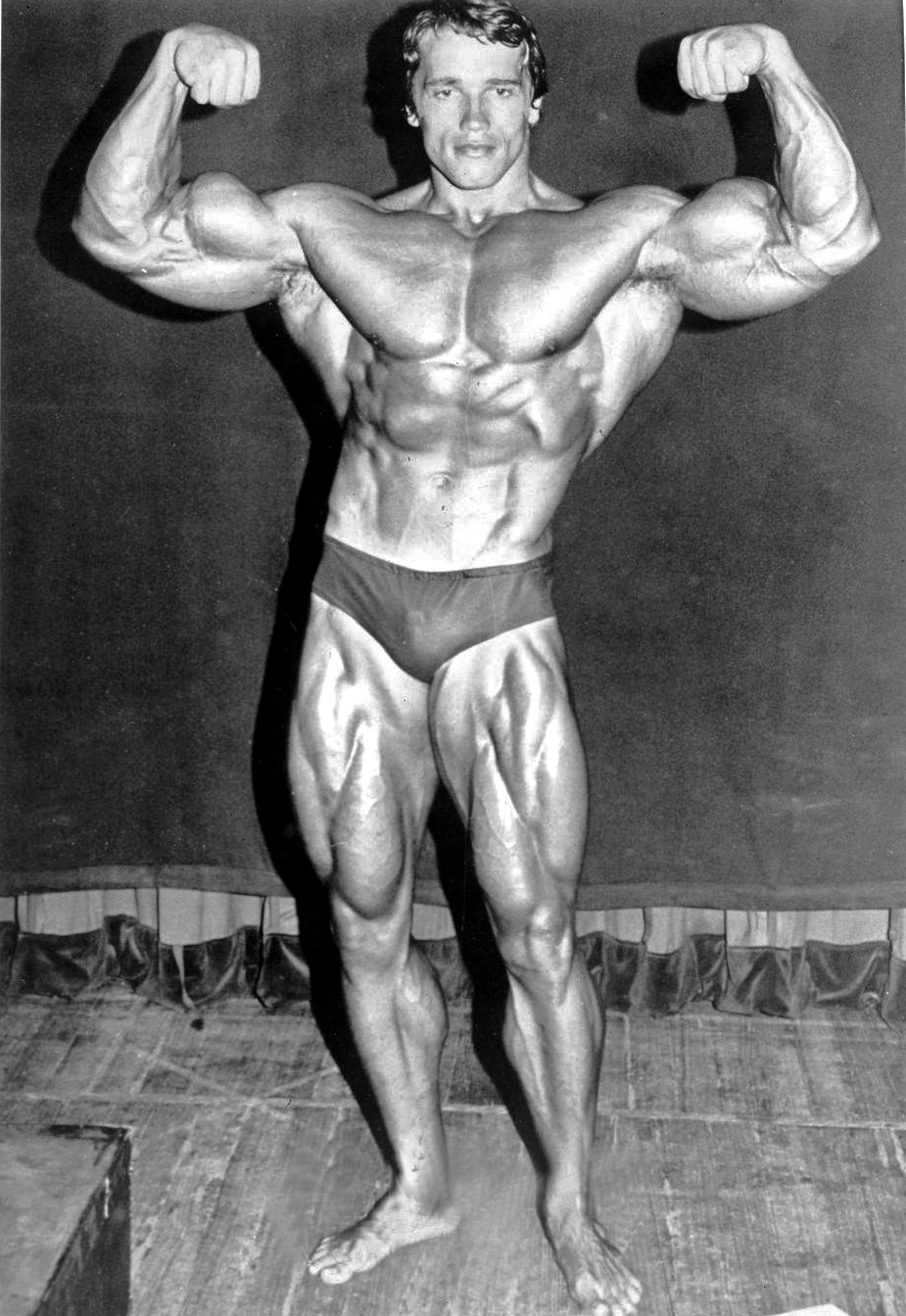
Arnold Schwarzenegger w szczytowej formie (Mr Olympia 1974)

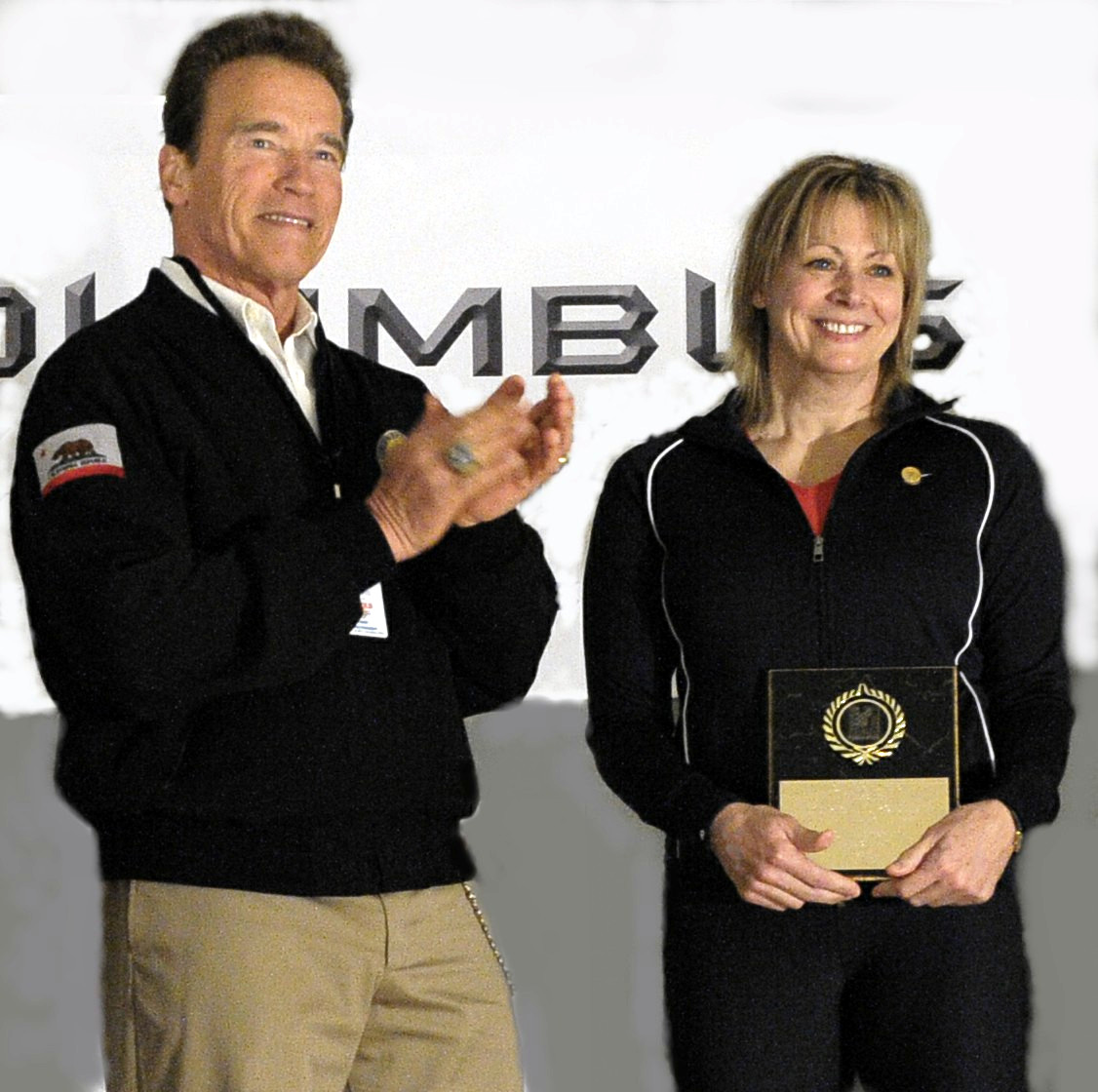
Arnold Schwarzenegger i Karyn Marshall na Weightlifting Hall of Fame w Columbia, Ohio (2011)

Arnold Schwarzenegger rozpoczął karierę jako kulturysta, wielokrotnie zdobywając nagrody w prestiżowych konkursach: Mr. World, Mr. Universe, Mr. International, Mr. Europe, oraz siedmiokrotnie tytuł Mr. Olympia. Jego muskulatura (wzrost 188 cm, waga 115 kg, obwód bicepsa 56 cm, obwód klatki piersiowej 155 cm, obwód w pasie 86 cm) w opinii wielu osób zapewniła mu tytuł „kulturysty wszech czasów” (Mr. Everything).
W 1970, w wieku 23 lat po raz pierwszy zdobył prestiżowy tytuł Mr. Olympia. Potem wygrywał go jeszcze sześciokrotnie. W 1977 ukazał się autobiograficzno-treningowy przewodnik pt. Arnold: The Education of a Bodybuilder, który odniósł ogromny sukces. Znalazł się na okładkach magazynów: „Muscle Builder-Power” (w styczniu 1970), „Mr. America” (w sierpniu 1972), „Shape Up” (w maju 1974), „After Dark” (w lutym 1977), „Muscle & Fitness” (w styczniu 1982, w lutym 1983 i w sierpniu 1984) i „Flex”.

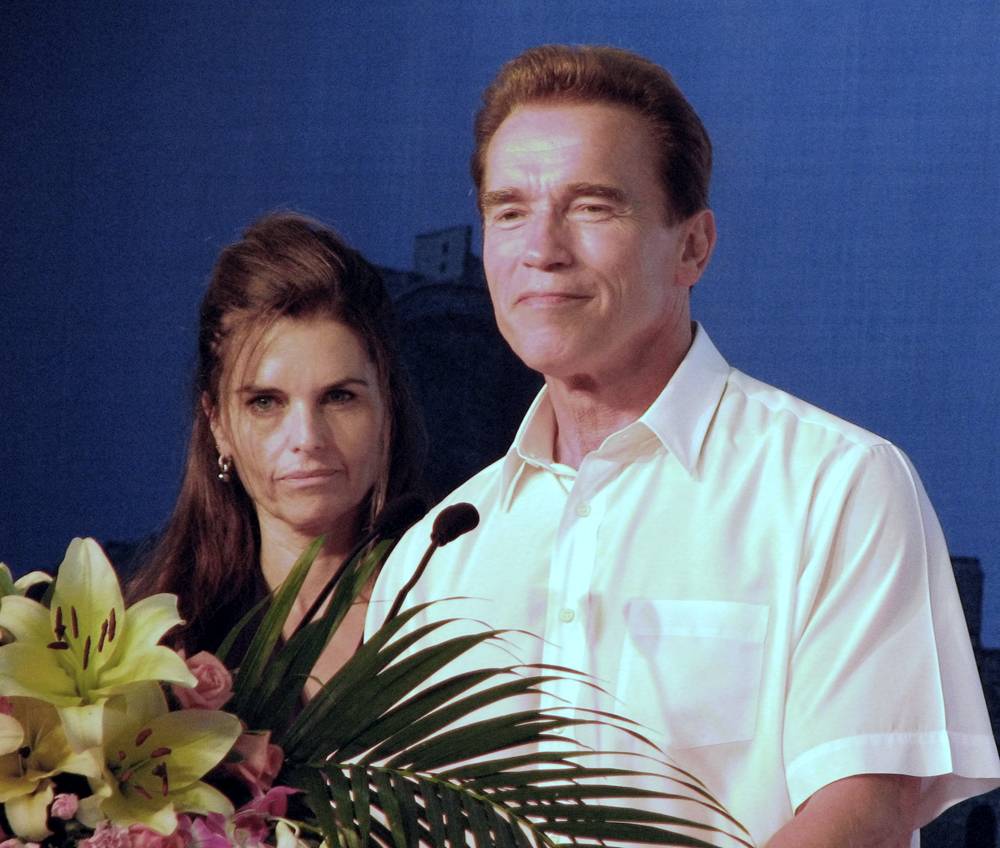
Arnold Schwarzenegger wraz z żoną Marią Shriver na Olimpiadzie Specjalnej w Szanghaju (2007)

Schwarzenegger na łamach magazynu „Men’s Health” przyznał się do stosowania środków dopingujących i używania poprawiających wydajność sterydów anabolicznych w czasach gdy były legalne, pisząc w 1977, że „sterydy były dla mnie pomocne w utrzymaniu masy mięśniowej podczas ścisłej diety w ramach przygotowań do konkursu. Nie użyłem ich do wzrostu mięśni, ale raczej do utrzymania mięśni”.
Schwarzenegger napisał szereg książek, w tym Arnold’s Bodybuilding for Men (1984), Bodybuilder Development (1993), Arnold’s Fitness for Kids, Ages Birth to Five: A Guide to Health, Exercise and Nutrition (1993), The New Encyclopedia of Bodybuilding (1999), zbiór indywidualnych programów treningowych i Be Useful. Siedem zasad życia (2023).

### Kariera filmowa

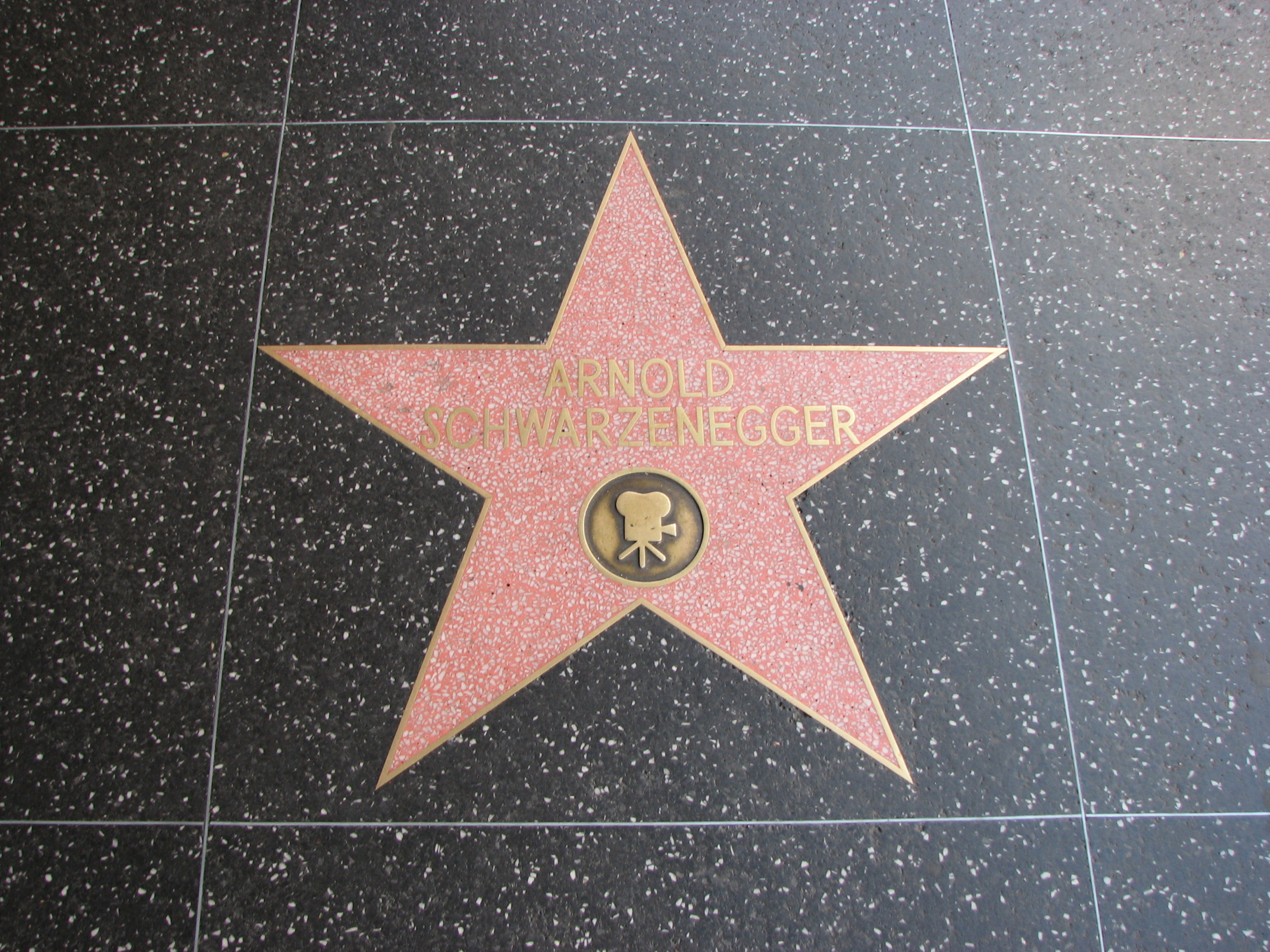
Gwiazda Arnolda Schwarzeneggera w Hollywood Walk of Fame

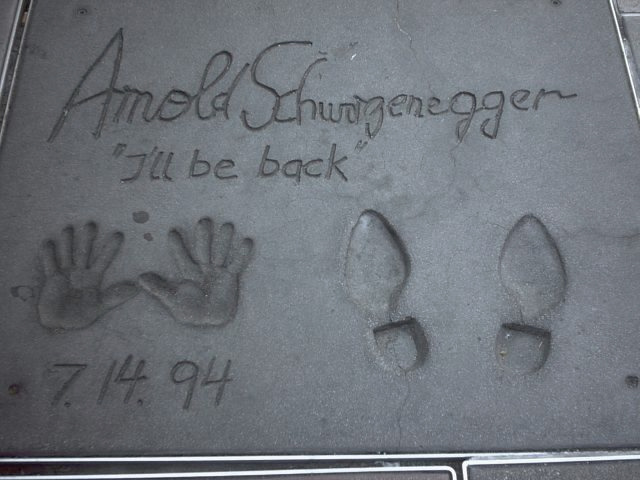
Odciski butów i dłoni Arnolda Schwarzeneggera przed chińskim teatrem Graumana z napisanym hasłem „I’ll be back” (pol. „Wrócę”)

W wieku 22 lat postanowił sprawdzić się w aktorstwie. Producenci byli pod wrażeniem jego budowy ciała, ale nie jego pełnego nazwiska, więc jako Arnold Strong w 1969 zadebiutował z dubbingowanym głosem w roli Herkulesa w niskobudżetowej parodii Herkules w Nowym Jorku (Hercules in New York) u boku Arnolda Stanga.
Następnie pojawił się w ekranizacji powieści Raymonda Chandlera Długie pożegnanie (The Long Goodbye, 1973) w reżyserii Roberta Altmana z Elliottem Gouldem. Za rolę Joe Santo w komediodramacie Boba Rafelsona Niedosyt (Stay Hungry, 1976) z Jeffem Bridgesem i Sally Field został uhonorowany Złotym Globem dla najbardziej obiecującego nowego aktora. Był też bohaterem filmu dokumentalnego Kulturyści (Pumping Iron, 1977) obok innych wybitnych kulturystów lat 70. takich jak Lou Ferrigno, Franco Columbu, Roger Callard, Serge Nubret czy Frank Zane. Wystąpił gościnnie jako Josef Schmidt w odcinku serialu Ulice San Francisco (The Streets of San Francisco) pt. „Dead Lift” (1977).
W 1978 był kandydatem do roli Hulka w serialu CBS The Incredible Hulk, ale ostatecznie powierzono ją Lou Ferrigno. W komedii Łowcy rupieci (Scavenger Hunt, 1979) wystąpił w roli instruktora Larsa, a w komedii parodiującej westerny Kaktus Jack (The Villain, Cactus Jack, 1979) w reżyserii Hala Needhama u boku Kirka Douglasa i Ann-Margret pojawił się jako Nieznajomy Piękniś. W biograficznym filmie telewizyjnym CBS Opowieść o Jayne Mansfield (The Jayne Mansfield Story, 1980) z Loni Anderson zagrał postać węgiersko-amerykańskiego kulturysty i aktora Mickeya Hargitaya. Kandydował do roli bohatera mitologii greckiej – Perseusza w widowisku Zmierzch tytanów (Clash of the Titans, 1981), jednak producent Charles H. Schneer uważał Schwarzeneggera za nadmiernie umięśnionego i jeszcze niewystarczająco płynnie mówiącego w języku angielskim.
John Milius zaangażował go do roli tytułowej twardego wojownika z Cymerii Conana z gatunku magii i miecza Conan Barbarzyńca (1982). Choć film był hitem kasowym, a grająca w filmie Sandahl Bergman otrzymała nagrodę Saturna jako najlepsza aktorka i Złoty Glob jako nowa gwiazda, to Schwarzenegger był nominowany do Złotej Maliny dla najgorszego aktora. Pomimo tego powstał sequel Conan Niszczyciel (1984) w reżyserii Richarda Fleischera.
Jego sztandarową i najważniejszą rolą kinową stała się kreacja androida T-800 w dreszczowcu science-fiction Jamesa Camerona Terminator (1984); za rolę zdobył nominację do nagrody Saturna dla najlepszego aktora. Richard Fleischer obsadził go w roli Kalidora w filmie sensacyjnym z gatunku magii i miecza Czerwona Sonja (1985), na którego planie romansował z Brigitte Nielsen. Mark L. Lester trafnie powierzył mu rolę pułkownika Johna Matrixa w filmie sensacyjnym Commando (1985). Zagrał także główną rolę w ekranizacji powieści Stephena Kinga Uciekinier (1987) w reżyserii Paula Michaela Glasera.
W filmie akcji Waltera Hilla Czerwona gorączka (1988) wystąpił jako Iwan Danko z Moskwy. Kolejne nominacje do Saturna dla najlepszego aktora przyniosły mu role w filmach: Predator (1987), Pamięć absolutna (1990), Terminator 2: Dzień sądu (1991), Bohater ostatniej akcji (1993), Prawdziwe kłamstwa (1994) i 6-ty dzień (2000).
W 1991 był uznawany za dziewiątego najlepiej zarabiającego artystę świata (z majątkiem szacowanym na 55 mln dol.) i drugim najlepiej opłacanym aktorem na świecie (z honorarium w wysokości 12 mln dol.).
Jego żywiołem okazały się też komedie: Junior (1994; nominacja do Złotego Globu), Bliźniacy (1988; Nickelodeon Kids’ Choice Awards jako ulubiony bohater filmowy), Gliniarz w przedszkolu (1990; Nickelodeon Kids’ Choice Awards jako ulubiony bohater filmowy) czy Świąteczna gorączka (1996). Za rolę w filmie sensacyjnym Charlesa Russella Egzekutor (1996) otrzymał nagrodę Bambi i był nominowany do MTV Movie Award w kategorii „Najlepsza scena akcji”. Przyjął rolę antagonisty Batmana (w tej roli George Clooney) jako dr Victor Fries / Mr. Freeze w filmie Joela Schumachera Batman i Robin (Batman & Robin, 1997).
Zakończył karierę aktorską w 2003 po występie w produkcji Terminator 3: Bunt maszyn i objęciu funkcji gubernatora Kalifornii. W tym czasie zagrał epizodyczne role w trzech filmach, m.in. w Niezniszczalnych (2010), w których zagrał Trencha, u boku Sylvestra Stallone’a wraz z innymi legendarnymi gwiazdami kina akcji. W 2011 wrócił do kariery aktorskiej. Najpierw wystąpił w Niezniszczalnych 2 (2012), a następnie w Planie ucieczki (2013). Pojawił się także znowu w tytułowej roli w filmach: Terminator: Genisys (2015) i Terminator: Mroczne przeznaczenie (2019).

### Kariera polityczna

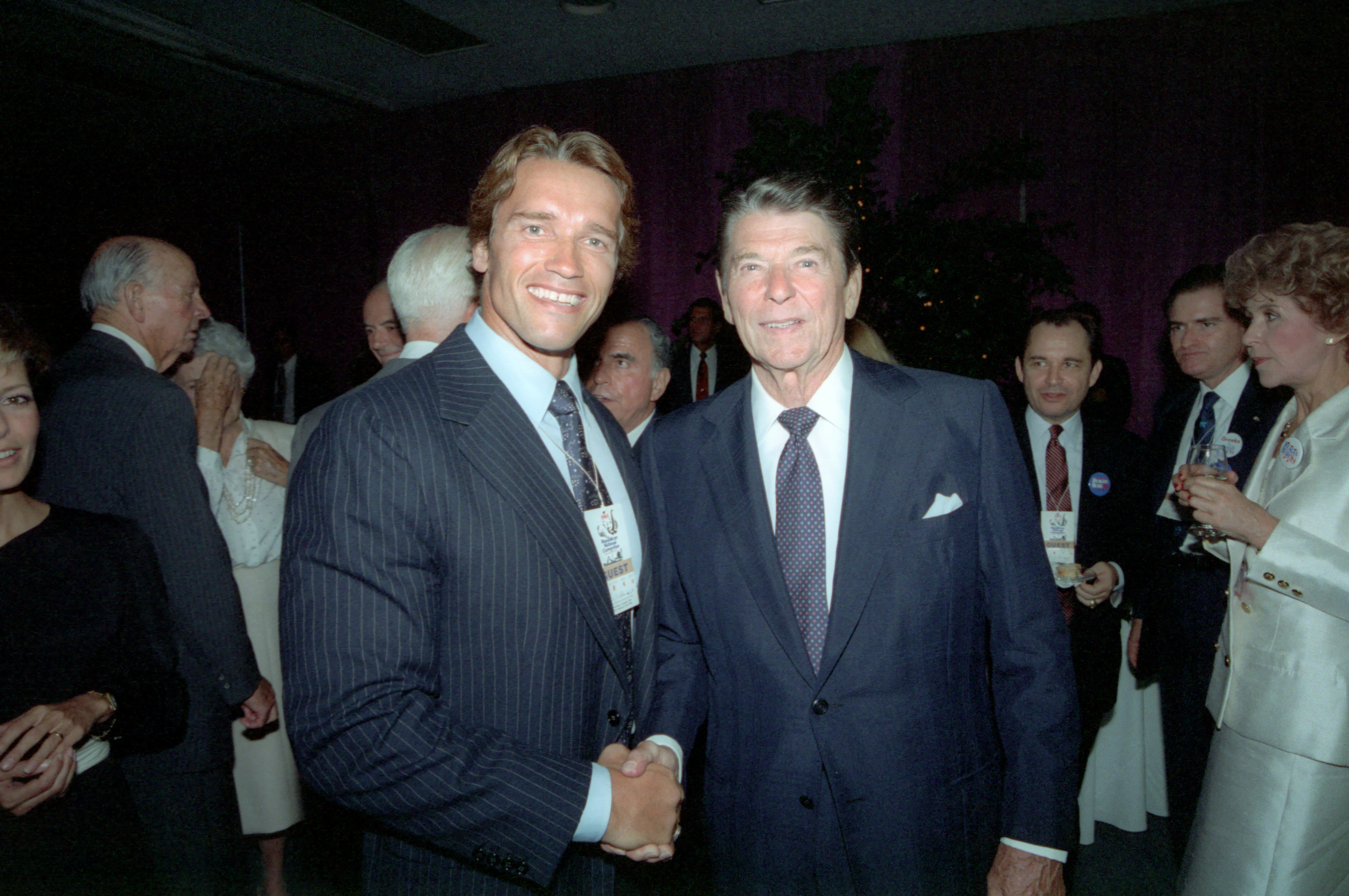
Z Ronaldem Reaganem (1984).

Schwarzenegger został członkiem Partii Republikańskiej. Za swój wzór uważa prezydenta Ronalda Reagana. Podobnie jak on popiera wolny rynek, jednak w kwestiach obyczajowych wykazuje bardziej liberalne podejście.
Karierę polityczną rozpoczął w latach 90. jako przewodniczący prezydenckiej rady do spraw kultury fizycznej i sportu za prezydentury George’a Busha seniora oraz później stanowej rady w Kalifornii za gubernatora Petera Wilsona. W 2003 wystartował w wyborach na gubernatora stanu Kalifornia, odbywających się w związku z odwołaniem demokraty Graya Davisa. W trakcie kampanii oskarżany był o niemoralne prowadzenie się, a nawet o wyznawanie ideologii narodowego socjalizmu, wyborcy jednak nie dali wiary tym pogłoskom i większością 55,4% głosów odwołali Davisa, po czym 48,6% wybrali Schwarzeneggera.
Jako gubernator Arnold Schwarzenegger zmniejszył podatki i ograniczył przywileje socjalne, zmniejszając koszty prowadzenia biznesu. Przez dłuższy czas cieszył się wysokim poparciem (rzędu 65%). Po przegranym referendum w sprawie cięć socjalnych i negatywnej kampanii pod jego adresem przeprowadzonej przez związki zawodowe, to poparcie nieco się zmniejszyło. Jednak w listopadzie 2006 roku Schwarzenegger ponownie bez problemu wygrał wybory, zdobywając 56,0% głosów.
Od dnia rozpoczęcia sprawowania urzędu nie ułaskawił żadnego skazańca (w tym czasie wykonano trzy wyroki śmierci).
Przez dłuższy czas spekulowano na temat możliwości ubiegania się przez Schwarzeneggera o urząd prezydenta Stanów Zjednoczonych po końcu drugiej kadencji prezydenta George’a W. Busha. Pomysł upadł, gdyż wymagałoby to uchwalenia poprawki do konstytucji – obecnie prezydentem może zostać jedynie osoba, która urodziła się na terenie należącym do Stanów Zjednoczonych.
W 2021 roku niedługo po ataku na Kapitol Stanów Zjednoczonych wykonanym przez zwolenników Donalda Trumpa Schwarzenegger udostępnił w internecie film ze swoim przemówieniem, gdzie porównał powstanie do Nocy kryształowej w nazistowskich Niemczech, którą opisał jako „noc pogromu Żydów w wykonaniu nazistowskich odpowiedników Dumnych Chłopców”. Były gubernator samego Trumpa uznał natomiast za „przegranego przywódcę”, stwierdzając że „przejdzie on do historii jako najgorszy prezydent wszech czasów”.
W trakcie kampanii przed wyborami prezydenckimi w 2024 roku Schwarzenegger choć ocenił negatywnie zarówno ostatnie działania Partii Republikańskiej, jak i Partii Demokratycznej, poparł Kamalę Harris, uznając, że Trump, czyli jej główny kontrkandydat „nigdy nie będzie szanował twojego głosu chyba że zagłosujesz na niego”. Schwarzenegger uzasadnił oddanie swojego głosu na Harris słowami: „Zawsze będę przede wszystkim Amerykaninem zanim nazwę się republikaninem”.

## Kontrowersje związane ze wzrostem
Oficjalny wzrost Schwarzeneggera, czyli 6'2" (188 cm), był wielokrotnie kwestionowany. W końcu lat 60., startując na zawodach kulturystycznych, mierzył 6'1.5" (187 cm), co zostało potwierdzone przez innych kulturystów. W 1988 roku na łamach dwóch pism, Daily Mail oraz Time Out, dowodzono, że Schwarzenegger jest znacznie niższy. Zanim został gubernatorem, jego wzrost został zakwestionowany w artykule opublikowanym na łamach Chicago Reader. Jako gubernator, Schwarzenegger wdał się w spór z członkiem Zgromadzenia stanu Kalifornia, Wessonem, na temat ich wzrostu. Wesson podjął się nieudanej próby, by rozwiązać raz na zawsze problem wzrostu przy pomocy miary krawieckiej. Schwarzenegger w odwecie umieścił poduszkę z napisem „Trzeba podnieść?”, na krześle przeznaczonym dla mierzącego 5'5" (165 cm) Wessona przed sesją negocjacyjną w jego biurze. Bob Mulholland, polityk z Partii Demokratycznej, twierdził, że Schwarzenegger ma 5'10" wzrostu (178 cm) i nosi wkładki w butach. Debata o wzroście Schwarzeneggera spowodowała powstanie strony internetowej poświęconej wyłącznie temu zagadnieniu (ArnoldHeight), a na CelebHeights.com artykuł o wzroście Schwarzeneggera jest najczęściej odwiedzany. Czasopismo „Men’s Health” utrzymuje, że prawdziwy wzrost wynosi 5'10". Jak wynika z badań, do których wykorzystano zdjęcia i filmy Arnolda z młodości i na podstawie których oszacowano błąd względny jego wzrostu, okazało się, że średnia arytmetyczna wynosi 190 cm +/-3,25 cm.

## Nagrody
| Rok  | Nagroda                         | Kategoria                                                        | Film / Serial                    |
| ---- | ------------------------------- | ---------------------------------------------------------------- | -------------------------------- |
| 1977 | Złoty Glob                      | Najlepszy debiut aktorski w filmie kinowym                       | Niedosyt (1976)                  |
| 1982 | Nagroda „Bravo”                 | Brązowa statuetka Bravo Otto dla najlepszej gwiazdy filmowej     | —                                |
| 1989 | Nickelodeon Kids’ Choice Awards | Ulubiony aktor filmowy                                           | Bliźniacy (1988)                 |
| 1991 | Nickelodeon Kids’ Choice Awards | Ulubiony aktor filmowy                                           | Gliniarz w przedszkolu (1990)    |
| 1991 | Nagroda „Bravo”                 | Srebrna statuetka Bravo Otto dla najlepszej gwiazdy filmowej     | —                                |
| 1992 | Nagroda „Bravo”                 | Brązowa statuetka Bravo Otto dla najlepszej gwiazdy filmowej     | —                                |
| 1992 | Nagroda Saturn                  | Nagroda za całokształt twórczości                                | —                                |
| 1992 | MTV Movie Awards 1992           | Najlepszy wykonawca                                              | Terminator II: Dzień sądu (1991) |
| 1992 | Nickelodeon Kids’ Choice Awards | Ulubiony aktor filmowy                                           | Terminator II: Dzień sądu (1991) |
| 1992 | Nickelodeon Kids’ Choice Awards | Hall of Fame (Aleja sławy)                                       | —                                |
| 1996 | Bambi                           | Film międzynarodowy                                              | Egzekutor (1996)                 |
| 2005 | Złota Malina                    | Najgorszy przegrany w konkursie Razzie w ciągu pierwszych 25 lat | —                                |
| 2015 | Nagroda WWE                     | Wpis do WWE Hall of Fame                                         | —                                |
| 2017 | Bambi                           | Nagroda organizacji pożytku publicznego                          | —                                |
| 2017 | Nagroda niemieckiej edycji „GQ” | Legenda stulecia                                                 | —                                |

## Odznaczenia
- Krzyż Komandorski I Klasy Odznaki Honorowej za Zasługi – Austria, 1991 (wręczony 1993)[57][58]
- Kawaler Orderu Legii Honorowej – Francja, 2011[59]
- Komandor Orderu Legii Honorowej – Francja, 2017[60]
- Biały Krzyż „Honor et Gloria” (nr 179) – Ukraina, 2023[61]

### Inne wyróżnienia
Na cześć Arnolda Schwarzeneggera nazwano w 2018 gatunek muchówki – Megapropodiphora arnoldi; stosunkowo duże odnóża przednie owada skojarzyły się odkrywcom z umięśnionymi ramionami Schwarzeneggera. Insekt mierzy zaledwie 0,395 mm, należy więc do najmniejszych znanych nauce zwierząt.